# هرچی لازم باشه
هرچی لازم باشه (به انگلیسی: Whatever It Takes) یک فیلم کمدی جوانان محصول سال ۲۰۰۰ ایالات متحدهٔ آمریکا است که بازیگرانی مانند شین وست، مارلا سوکولف، جودی لین اویکیف و جیمز فرانکو در آن ایفای نقش می‌کنند.

## بازیگران
- شین وست در نقش رایان وودمن
- مارلا سوکولف در نقش مگی کارتر
- جودی لین اویکیف در نقش اشلی گرنت
- جیمز فرانکو در نقش کریس کمپل
- آرون پال در نقش فلوید
- جولیا سویینی در نقش کیت وودمن
- کالین هنکس در نقش کاسمو
- کیپ پاردو در نقش هریس
- مانو اینترایمی در نقش دانلیوی
- ریچارد شیف در نقش دبیر تربیت‌بدنی
- اسکات ویکاریوس در نقش استو
- نیک کانن در نقش پسری در کلوب شطرنج